# Stanisław Morsztyn

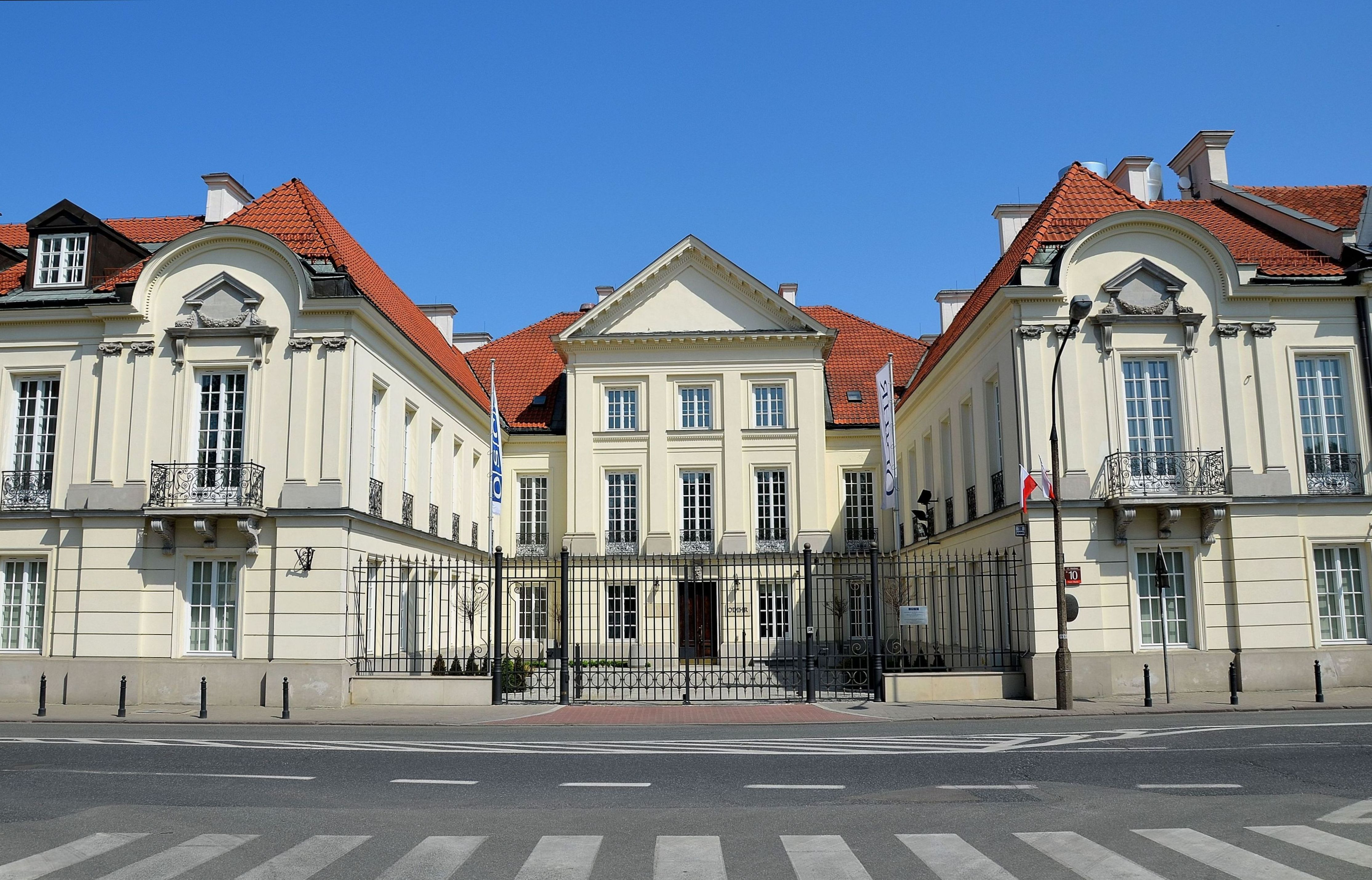
Pałac Stanisława Morsztyna na ul. Miodowej w Warszawie

Stanisław Morsztyn herbu Leliwa (ur. po 1623, zm. koniec grudnia 1725) – wojewoda sandomierski od 1704 roku, wojewoda mazowiecki od 1699 roku, kasztelan czerski od 1687 roku, chorąży zatorski w 1676 roku, major regimentu królewskiego w 1668 roku, polityk, poeta i tłumacz.

## Życiorys
Urodzony po 1623, prawdopodobnie na Podgórzu, może w Raciborsku. Syn Jana i Agnieszki z Arciszewskich. Pochodził z rodziny braci polskich o poważnych tradycjach literackich. Kształcił się początkowo w szkole średniej braci polskich w Raciborsku. Znał język francuski. Wraz z krewnym Janem Andrzejem Morsztynem zwiedzał, prawdopodobnie ok. 1638, Niemcy, Belgię, Francję i Włochy. Być może poznawał wtedy sztukę wojenną z inspiracji wuja Krzysztofa Arciszewskiego. Po powrocie do Polski, przed 1646, został wyprawiony przez hetmana Stanisława Koniecpolskiego nad Morze Czarne celem zakupu broni. Z czasem został generałem regimentu pieszego. Brał udział w walkach za panowania Jana Kazimierza i Jana III Sobieskiego: w obronie Zbaraża, Krakowa i Czehryna; w bitwach pod: Cudnowem, Chocimiem, Żurawnem; uczestniczył w wyprawach na Mołdawię, pod Wiedeń i na Węgry. Przez szereg lat pełnił funkcję komendanta miasta Krakowa.
Piastował różne urzędy, m.in. był: podstolim chełmskim (1668), chorążym zatorskim (1676), kasztelanem czerskim (od 1687). Należał do komisji dla rewizji skarbu koronnego. Na sejmie 1672 bronił swego krewnego, Jana Andrzeja Morsztyna. Za Michała Korybuta Wiśniowieckiego w opozycji. 11 listopada 1673 walczył pod Chocimiem, gdzie odniósł rany. Współpracował z Janem III Sobieskim. W 1675 bronił Lwowa.  Poseł sejmiku czerskiego na sejm 1681 roku. W 1683 brał udział w odsieczy wiedeńskiej. Jako oberszter w regimencie gwardii królowej Marii Kazimiery był posłem od wojska koronnego na sejm 1683 roku. W 1686 i 1691 uczestniczył w wyprawach na Turcję. W 1695 popadł w konflikt ze Stefanem Bidzińskim. Po zerwanym sejmie konwokacyjnym 1696 roku przystąpił 28 września 1696 roku do konfederacji generalnej. W 1697 roku był elektorem Augusta II Mocnego z ziemi czerskiej, podpisał jego pacta conventa. W 1699 został wojewodą mazowieckim. W czasie wojny północnej najpierw gorąco popierał Sasa, następnie Stanisława Leszczyńskiego. W styczniu 1702 roku podpisał akt pacyfikacji Wielkiego Księstwa Litewskiego. Od 1704 wojewoda sandomierski. Był członkiem konfederacji sandomierskiej 1704. Był uczestnikiem Walnej Rady Warszawskiej 1710 roku. Zainspirował konfederację tarnogrodzką, ale później się z niej wycofał. Z powodu złego stanu zdrowia złożył w 1717 urząd wojewody sandomierskiego, który  otrzymał jego stryjeczny bratanek Jakub Władysław Morsztyn 27 marca 1717. Zgromadził znaczną fortunę. Przyjaciel Wacława Potockiego, kuzyn Zbigniewa Morsztyna.
Pochowany w kościele reformatów w Sandomierzu.

## Twórczość
Przetłumaczył Fedrę Seneki (pt. Hipolit) i Andromachę Racine’a (między 1696 a 1698). Napisał Smutne żale po utraconych dzieciach (1698) – wydanie krytyczne oprac. Dariusz Chemperek, Roman Krzywy; Warszawa 2007.

### Ważniejsze utwory
- Wiersza na cześć Waleriana Otwinowskiego (współautor: Tobiasz Morsztyn), wyd. przy: Owidiusz Księgi Metamorphoseon..., Kraków 1638, drukarnia A. Piotrkowczyk
- Smutne żale po utraconych dzieciach r. 1698 napisane, Kraków 1698, drukarnia M. Schedel; wyd. następne: 1704 (brak miejsca wydania). Edycja krytyczna: oprac. Dariusz Chemperek, Roman Krzywy, Warszawa 2007 ("Biblioteka Dawnej Literatury Popularnej i Okolicznościowej", t. 1), ISBN 978-83-7543-019-6
- Wiersze drobne, wyd. wśród rzekomych poezji Zbigniewa (w rzeczywistości Andrzeja) Morsztyna, Poznań 1844; przedr. P. Chmielowski Poezje Andrzeja Morsztyna, dod. Warszawa 1883

### Przekłady
- L. A. Seneca Hipolit, powst. 1687–1693, wyd. w zbiorze przekł. J. Andrzeja i Stanisława Morsztynów pt. Psyche... Cid albo Roderik... Hippolit... Andromacha..., (powst. 1696–1698, według Estreichera po 1704 – zob. Estreicher XXII, 571; XXVII, 378; w tytule tłumacza nie wymieniono); wyd. następne: Lipsk 1752 (w rzeczywistości: Supraśl; identyczne, z dobitymi arkuszami; mylnie podano wszystko za dzieła A. Morsztyna); pt. Komedie albo tragedie Hippolita i Roderyka z Andromachą wielce ciekawie opisane, Lipsk 1756; fragmenty przedr. S. Szeliga "O Hippolicie Seneki w tłumaczeniu S. Morsztyna, Eos 1937 i odb.
- J. Racine Andromacha, powst. 1696–1698, wyd. w zbiorze przekł. J. Andrzeja i Stanisława Morsztynów pt. Psyche... Cid albo Roderik... Hippolit... Andromacha..., (tom wierszy i przekład S. Morsztyna, przygotowany do druku przez W. Weintrauba, spłonął w 1939)

### Listy i materiały
- Listy, rękopisy: Archiwum Radziwiłłowskiego w Archiwum Głównym Akt Dawnych, teka nr 218; fragm. listów do Karola Stanisława Radziwiłła, Warszawa, 10 października 1709; do Jerzego Przebendowskiego, 23 sierpnia 1713; ogł. Jan Dürr-Durski „Stanisław Morsztyn”, Pamiętnik Literacki rocznik 42 (1951)
- Fragmenty listów od Augusta II, Jana Szembeka z 1714, ogł. J. Dürr-Durski „Stanisław Morsztyn”, Pamiętnik Literacki rocznik 42 (1951)
- Nominacje i przywileje nadane S. Morsztynowi w latach 1668–1704, wiadomość zob. T. Wierzbowski Materiały do dziejów piśmiennictwa polskiego, t. 2, Warszawa 1904, s. 98–99
- Pokwitowanie odbioru pieniędzy, dat. w Warszawie 9 czerwca 1684, ogł. T. Wierzbowski Materiały do dziejów piśmiennictwa polskiego, t. 2, Warszawa 1904, s. 109 (z podobizną podpisu)
- Potwierdzenie królewskie donatywy S. Morsztyna dóbr na rzecz syna, Antoniego Andrzeja, dat. w Warszawie 8 stycznia 1701, ogł. T. Wierzbowski Materiały do dziejów piśmiennictwa polskiego, t. 2, Warszawa 1904, s. 112
- Potwierdzenie królewskie manifestacji S. Morsztyna, dat. w Warszawie 4 czerwca 1701, ogł. T. Wierzbowski Materiały do dziejów piśmiennictwa polskiego, t. 2, Warszawa 1904, s. 112–113
- Sumariusz dokumentów hr. Morsztynów, rękopisy: Biblioteka Narodowa nr 3178/2; akt fundacji szpitala dla ubogich przy kościele w Chorzelowie, dat. w Krakowie 2 sierpnia 1704, ogł. Jan Dürr-Durski „Stanisław Morsztyn”, Pamiętnik Literacki rocznik 42 (1951)
- Oskarżenie sądowe przeciw S. Morsztynowi, wiadomość zob. Jan Dürr-Durski Arianie polscy w świetle własnej poezji, Warszawa 1948, s. 283

### Utwór o autorstwie niepewnym
- Na ogród fraszek paraenesis (przedmowa do: W. Potocki Ogród fraszek, sygnowana kryptonimem S. M.), ogł. A. Brückner: wstęp do: J. T. Trembecki Ogród fraszek, t. 1, Lwów 1907 (uważa autorstwo za niepewne); także (w poprawionej redakcji jako dzieło S. Morsztyna), wyd. J. Dürr-Durski Arianie polscy w świetle własnej poezji, Warszawa 1948